# オネルキ・ガルシア
オネルキ・ガルシア・スペック（Onelki García Speck、1989年8月2日 - ）は、キューバ・グァンタナモ州グアンタナモ出身のプロ野球選手（投手）。メキシカンリーグのユカタン・ライオンズ所属。CPBLでの登録名は「歐尼爾」。

## 経歴

### キューバ時代～プロ入り前
2007年、セリエ・ナシオナル・デ・ベイスボルのインディオス・デ・グアンタナモに入団。
2010年の国内リーグ終了後、数ヶ月の逃走を経て、8月初旬にアメリカ合衆国に亡命した。
2011年12月中旬から年末にかけて、同じアメリカ合衆国領であるプエルトリコに渡り、ウィンターリーグに参加した。

### ドジャース時代
MLBドラフトはアメリカ合衆国・カナダ・プエルトリコの3ヶ国が指名対象となるが、ガルシアは2012年のMLBドラフト前にはキューバ政府から事実上の国外退去扱いとされた。そのため、同年のドラフト3巡目（全体113位）でロサンゼルス・ドジャースからの指名によってプロ入りを果たした。6月19日に正式契約すると、9月3日にA+級へと配属され、ランチョクカモンガ・クエークスで先発投手としてプロデビューを飾った。2イニングを4奪三振、無安打、無四死球、無失点と好投したが、シーズン終了となったため、同年はこの1試合のみとなった。オフには調整のため、アリゾナ秋季リーグに参加した。
2013年はAA級チャタヌーガ・ルックアウツで開幕を迎え、25試合（先発6試合）に登板。2勝3敗1セーブ・防御率2.75・53奪三振の成績を残した。8月11日にAAA級アルバカーキ・アイソトープスへ昇格し、10試合に登板して0勝1敗・防御率3.72・14奪三振の成績を残した。9月11日にメジャー契約を結び、同日のアリゾナ・ダイヤモンドバックス戦でメジャーデビュー。3点ビハインドの9回表から登板したが、四球を出し1死もとれず降板した。この年は3試合に登板した。オフの11月18日に左肘骨片除去の内視鏡手術と半月板損傷の修復手術を受けた。
2014年3月14日に前年の手術の影響で、60日間の故障者リスト入りした。8月31日にA+級ランチョクカモンガへリハビリで異動。同日のレイクエルシノア・ストーム戦で先発したが、0.2回を2安打2失点1四球で降板し、敗戦投手となった。この年はマイナーで1試合の登板にとどまった。

### ホワイトソックス傘下時代
2014年11月20日にウェイバー公示を経てシカゴ・ホワイトソックスへ移籍した。
2015年4月3日に40人枠を外れる形で傘下のAA級バーミングハム・バロンズへ降格し、開幕を迎えた。この年はAA級バーミングハムとAAA級シャーロット・ナイツでプレーし、2球団合計で38試合に登板して1勝1敗3セーブ・防御率4.82・72奪三振の成績を残した。
2016年3月21日に自由契約となった。

### メキシカンリーグ時代
2016年7月8日にメキシカンリーグのメキシコシティ・レッドデビルズと契約。14試合（先発3試合）に登板して0勝1敗・防御率3.82・30奪三振の成績を残した。8月11日までプレーし、オフの9月23日に自由契約となった。しかし、その後もメキシコでのウィンターリーグに参加し、10月下旬頃までメキシコに滞在した。

### ロイヤルズ時代
2016年10月19日にカンザスシティ・ロイヤルズとマイナー契約を結んだ。
2017年は開幕をAAA級オマハ・ストームチェイサーズで迎えると、一時的に調整のためAA級ノースウエストアーカンソー・ナチュラルズにまで降格したが、8月26日にメジャー契約を結んでアクティブ・ロースター入りした。9月12日に戦力外となり、9月14日に40人枠から外れる形でAAA級オマハに降格した。10月18日からドミニカ共和国のウィンターリーグに参加。すべて先発で10試合に登板し、3勝2敗・防御率3.23・WHIP1.18と好投した。

### 中日時代
2017年12月27日に、中日ドラゴンズと契約を結んだことが発表された。背番号は70。
2018年は、4月4日の対読売ジャイアンツ（巨人）戦に先発で一軍公式戦にデビュー。5回まで巨人打線を無安打に抑える好投に加えて、4回裏の第2打席で公式戦初安打・初打点を適時打で記録するなど、投打にわたる活躍で来日初勝利を挙げた。同月と5月には、いずれも先発で3連勝をマーク。7月18日の対広島東洋カープ戦（いずれもナゴヤドーム）では、7回裏まで広島打線を無安打に抑えるなど、8回1安打無失点8奪三振という好投でシーズン10勝目を挙げた。中日の投手による一軍公式戦でのシーズン2桁勝利は、2015年の大野雄大・若松駿太以来、外国人投手では2011年のマキシモ・ネルソン（入団4年目）以来、入団1年目の外国人投手では2000年のメルビン・バンチ以来であった。一軍公式戦全体では、27試合の登板で（2完封勝利を含む）13勝9敗、防御率2.99という好成績を記録。13勝中12勝をドーム球場、10勝を本拠地・ナゴヤドームでの先発登板で挙げた。オフの残留交渉では、条件面での折り合いが付かず、中日との残留交渉は決裂し、12月2日に球団が契約保留者名簿から除外されたうえでNPBに提出し、自由契約公示された。

### 阪神時代
2018年12月17日に、阪神タイガースへの入団が発表された。推定年俸1億7000万円の単年契約で、背番号は77。チームがこの年苦手にしていた広島戦と巨人戦に、中日の投手として先発で3勝ずつ挙げた実績を踏まえての獲得だった。
2019年は、一軍公式戦の初登板から3試合で先発を任されながら、いずれも7失点で降板。5月26日の対DeNA戦（横浜）で、一軍公式戦における移籍後初勝利を完封で挙げた。9月中旬までは先発で18試合に登板したが、2勝を追加しただけで、二軍での再調整も2度にわたって経験した。一軍が広島との間でクライマックスシリーズ（CS）最後の出場権争いを展開していた同月下旬に、矢野燿大監督の方針で中継ぎ（いわゆる「第2先発」）へ転向すると、救援で登板した3試合にすべて勝利。転向時点ではレギュラーシーズンの4位だったチームの2年振りAクラス入り（最終順位3位）とCS進出に大きく貢献したほか、CSでも「第2先発」として、横浜DeNAベイスターズとのファーストステージ・巨人とのファイナルステージに2試合ずつ登板した。シーズン終了後の12月14日に、1年契約でチームに残留することを発表。
2020年は、新加入の右投手ジョー・ガンケルとの間で先発陣の一角を争う立場に転じていながら、春季一軍キャンプでコンディション不良に見舞われた。一時は実戦登板の目途が立たない状況に陥ったものの、当初3月20日に予定されていたレギュラーシーズンの開幕が新型コロナウイルスへの感染拡大の影響でおよそ3ヶ月延期されたことを背景に、開幕から一軍の先発ローテーションに入った。もっとも、好投しながら打線の援護に恵まれないまま途中で交代する試合が続いた影響で、公式戦のシーズン初勝利は8月1日の対DeNA戦（横浜スタジアム）にまで持ち越された。開幕からこの試合の前までは7試合の先発登板で4連敗を喫していたが、同月26日の対中日戦（阪神甲子園球場）にも先発すると、味方打線からの大量援護を背にシーズン2勝目をマーク。この勝利は、古巣・中日との一軍公式戦および、同球場での先発登板試合における初勝利でもあった。オフに自由契約となり、退団。

### 中信兄弟時代
2020年12月24日、台湾プロ野球の中信兄弟と契約した。しかし、開幕直後の2021年3月15日、メディカルチェックで肘と肩の故障が発覚し解雇された。

### メキシカンリーグ時代
2021年7月13日にメキシカンリーグのユカタン・ライオンズと契約した。

## 選手としての特徴・人物
| 球種           | 配分 % | 平均球速 km/h |
| -------------- | ------ | ------------- |
| フォーシーム   | 57     | 143           |
| スライダー     | 30     | 130           |
| チェンジアップ | 13     | 132           |

190cmの長身から投げ下ろす最速155km/h、平均150km/hのストレートが武器。変化球はツーシーム、チェンジアップ、スライダーを操る。ストレートは打者の手元で僅かに変化する他、ツーシームとチェンジアップの変化が類似していることが特徴。
愛称はスペイン語で衛星を意味する「Satelite（サテリテ）」。
既婚者であるが、キューバ国内に妻子を残したまま、単身でアメリカに亡命した。
Foorin「パプリカ」を大変気に入り、報道陣の前で歌と振り付けを披露した事もあった。

## 詳細情報

### 年度別投手成績
| 年 度    | 球 団    | 登 板 | 先 発 | 完 投 | 完 封 | 無 四 球 | 勝 利 | 敗 戦 | セ 丨 ブ | ホ 丨 ル ド | 勝 率 | 打 者 | 投 球 回 | 被 安 打 | 被 本 塁 打 | 与 四 球 | 敬 遠 | 与 死 球 | 奪 三 振 | 暴 投 | ボ 丨 ク | 失 点 | 自 責 点 | 防 御 率 | W H I P |
| -------- | -------- | ----- | ----- | ----- | ----- | -------- | ----- | ----- | -------- | ----------- | ----- | ----- | -------- | -------- | ----------- | -------- | ----- | -------- | -------- | ----- | -------- | ----- | -------- | -------- | ------- |
| 2013     | LAD      | 3     | 0     | 0     | 0     | 0        | 0     | 0     | 0        | 0           | ----  | 9     | 1.1      | 1        | 1           | 4        | 0     | 0        | 1        | 0     | 0        | 2     | 2        | 13.50    | 3.75    |
| 2017     | KC       | 2     | 1     | 0     | 0     | 0        | 0     | 1     | 0        | 0           | .000  | 32    | 6.0      | 12       | 2           | 5        | 0     | 0        | 2        | 0     | 0        | 9     | 9        | 13.50    | 2.83    |
| 2018     | 中日     | 27    | 26    | 2     | 2     | 0        | 13    | 9     | 0        | 0           | .591  | 711   | 168.2    | 144      | 13          | 73       | 0     | 6        | 132      | 2     | 1        | 60    | 56       | 2.99     | 1.29    |
| 2019     | 阪神     | 21    | 18    | 1     | 1     | 0        | 6     | 8     | 0        | 0           | .429  | 473   | 103.2    | 123      | 8           | 40       | 3     | 6        | 79       | 1     | 0        | 66    | 54       | 4.69     | 1.57    |
| 2020     | 阪神     | 14    | 14    | 0     | 0     | 0        | 2     | 6     | 0        | 0           | .250  | 326   | 75.1     | 71       | 9           | 35       | 2     | 1        | 51       | 4     | 1        | 39    | 37       | 4.42     | 1.41    |
| MLB：2年 | MLB：2年 | 5     | 1     | 0     | 0     | 0        | 0     | 0     | 0        | 0           | .000  | 41    | 7.1      | 13       | 3           | 9        | 0     | 0        | 3        | 0     | 0        | 11    | 11       | 13.50    | 3.00    |
| NPB：3年 | NPB：3年 | 62    | 58    | 3     | 3     | 0        | 21    | 23    | 0        | 0           | .477  | 1510  | 347.2    | 338      | 30          | 148      | 5     | 13       | 262      | 7     | 2        | 165   | 147      | 3.81     | 1.40    |

- 2023年度シーズン終了時

### WBCでの投手成績
| 年 度 | 代 表    | 登 板 | 先 発 | 勝 利 | 敗 戦 | セ ｜ ブ | 打 者 | 投 球 回 | 被 安 打 | 被 本 塁 打 | 与 四 球 | 敬 遠 | 与 死 球 | 奪 三 振 | 暴 投 | ボ ｜ ク | 失 点 | 自 責 点 | 防 御 率 |
| ----- | -------- | ----- | ----- | ----- | ----- | -------- | ----- | -------- | -------- | ----------- | -------- | ----- | -------- | -------- | ----- | -------- | ----- | -------- | -------- |
| 2023  | キューバ | 3     | 0     | 0     | 1     | 0        | 16    | 3.2      | 3        | 0           | 2        | 1     | 0        | 3        | 1     | 0        | 4     | 4        | 9.82     |

### 年度別守備成績
| 年 度 | 球 団 | 投手  | 投手  | 投手  | 投手  | 投手  | 投手     |
| 年 度 | 球 団 | 試 合 | 刺 殺 | 補 殺 | 失 策 | 併 殺 | 守 備 率 |
| ----- | ----- | ----- | ----- | ----- | ----- | ----- | -------- |
| 2013  | LAD   | 3     | 0     | 1     | 0     | 0     | 1.000    |
| 2017  | KC    | 2     | 0     | 1     | 0     | 0     | 1.000    |
| 2018  | 中日  | 27    | 4     | 43    | 2     | 2     | .959     |
| 2019  | 阪神  | 21    | 6     | 25    | 1     | 1     | .969     |
| 2020  | 阪神  | 14    | 7     | 18    | 0     | 0     | 1.000    |
| MLB   | MLB   | 5     | 0     | 2     | 0     | 0     | 1.000    |
| NPB   | NPB   | 62    | 17    | 86    | 3     | 3     | .972     |

- 2023年度シーズン終了時

### 記録

#### NPB
初記録
投手記録
- 初登板・初先発・初勝利：2018年4月4日、対読売ジャイアンツ2回戦（ナゴヤドーム）、6回1失点
- 初奪三振： 同上、3回表に吉川尚輝から空振り三振
- 初完投・初完封勝利：2018年5月12日、対読売ジャイアンツ7回戦（東京ドーム）、6安打5奪三振1四球2死球

打撃記録
- 初打席：2018年4月4日、対読売ジャイアンツ2回戦（ナゴヤドーム）、吉川光夫から空振り三振
- 初安打・初打点：同上、4回裏に吉川光夫から三塁適時内野安打

その他の記録
- オールスターゲーム出場：1回（2018年）

### 背番号
- 98（2013年）
- 64（2017年）
- 70（2018年）
- 77（2019年 - 2020年）
- 28（2021年）

### 登場曲
- 「Superbien」El Taiger & Dj Conds （2018年 - 2019年）
- 「パプリカ」Foorin（2020年）
  - 阪神時代の2020年9月2日に登板した対ヤクルト戦（甲子園）では、先発のマウンドへ向かう際に「every little thing every precious thing」（LINDBERG）が流れた。この曲を登場曲に使用していることで知られるチームメイトの藤川球児が同年限りでの現役引退を8月31日に表明したことを受けて、藤川への敬意を込めたサプライズ企画として特別に使用したという[30]。

### 代表歴
- 2023 ワールド・ベースボール・クラシック・キューバ代表